# 5 Kanal
5 Kanal (ukrainska: 5 канал, 'Femte kanalen') är en tv-station i Ukraina. 
5 Kanal blev känd som den stora tv-stationen under presidentvalet 2004 och orangea revolutionen. Då var man som ett av få rikstäckande medier kritisk till kandidaten Viktor Janukovytj, som styrde de statsägda medierna. Stationen får betraktas som klart proorange.
5 Kanal kontrolleras av affärsmannen Petro Porosjenko. Han är vän med Ukrainas före detta president Viktor Jusjtjenko, som är gudfader till Porosjenkos döttrar. Han är förmodligen den rikaste affärsmannen bland Jusjtjenkos supportrar och nämns ofta som en av de viktigaste sponsorerna av Vårt Ukraina och den orangea revolutionen. Maj 2014 valdes Porosjenko till ny president i Ukraina.